# St. Sebastian (Aichach)

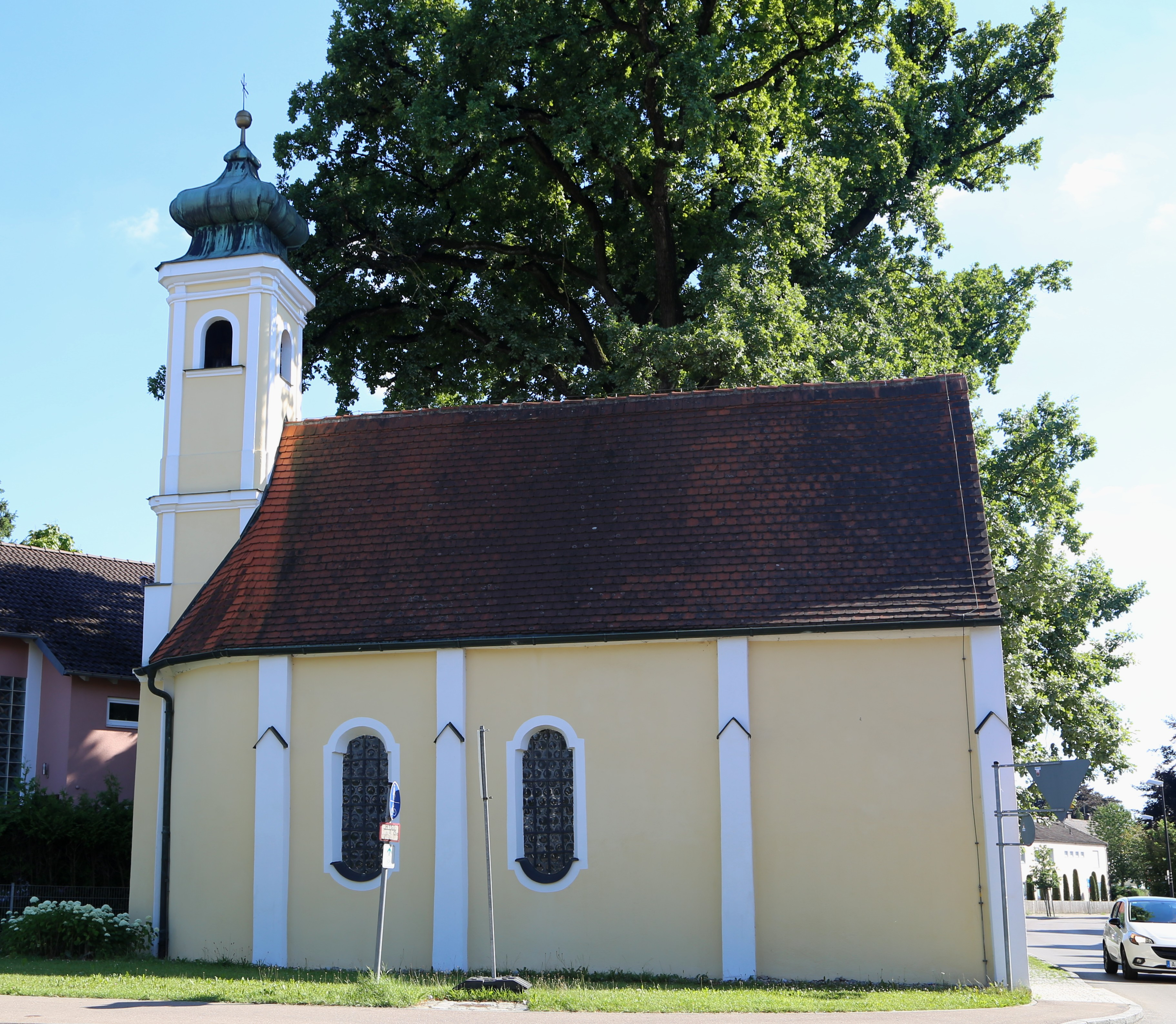
St. Sebastian in Aichach

Die Kapelle St. Sebastian ist ein Baudenkmal in Aichach. Es handelt sich um einen einschiffigen Bau unter einer Stichkappentonne, im Kern noch spätgotisch.
Zu Zeiten der Pest, die in der Gegend ab Ende des 16. Jahrhunderts besonders stark wütete, wurde häufig der heilige Sebastian um Hilfe ersucht.1484 wurde vom Augsburger Weihbischof und Titularbischof Adramyttium Ulrich Geislinger in Aichach eine Kapelle zu Ehren des heiligen Sebastian geweiht. Nach einer weitgehenden Zerstörung im Dreißigjährigen Krieg wurde sie 1656 wieder aufgebaut. 1794 wurde der Bau erweitert. Zur 100-Jahr-Feier 1756 kamen 37.000 Menschen in 56 Prozessionen nach Aichach. Seit 1985 findet jedes Jahr eine Prozession von der Stadtpfarrkirche Mariä Himmelfahrt zur Sebastianskapelle statt.